# Cora (divisió administrativa)

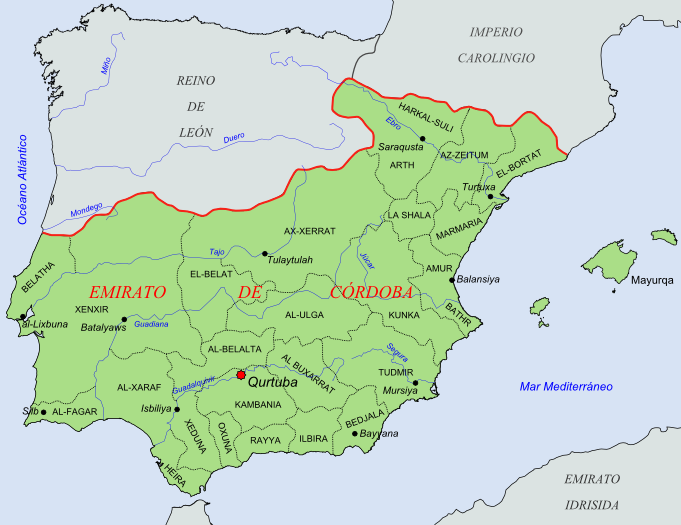
Cores de l'emirat (929).

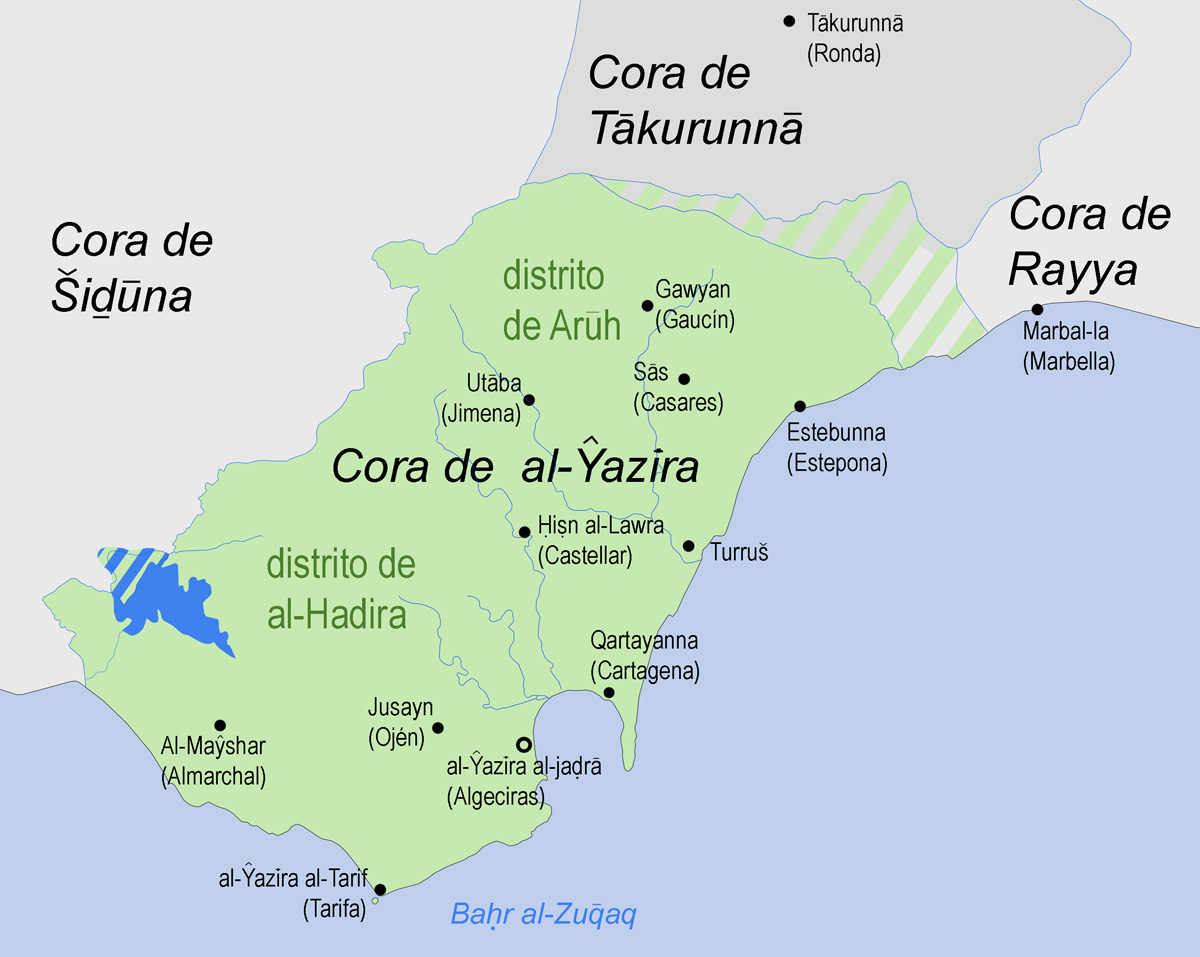
Algunes cores andalusines a les actuals províncies de Cadis i Màlaga

Una cora (de l'àrab كورة, kūra, i aquest del grec χώρα, khṓra, ‘país', ‘contrada’) és una antiga divisió administrativa de l'Àndalus sota el govern d'un valí. Fou creada després de la conquesta àrab com a continuadora de la província o ducat visigòtic en els territoris que conqueriren a la península Ibèrica i fou vigent durant tot el període de l'Emirat de Còrdova i del Califat de Còrdova.
Algunes d'aquestes cores andalusines foren: 
- Cora d'al-Jazira (estava dividida en dos districtes, el d'Aruh i el d'al-Khadrà, i en ella estaven incloses les ciutats de Gibraltar, Tarifa, Castellar de la Frontera, Jimena de la Frontera, Gaucín, Ojén, Maysar i Turrus, a més de la capital al-Jazira al-Khadrà (Algesires)
- Cora de Takurunna (amb capital a Ronda)
- Cora de Rayya (amb capital primer a Archidona i després a Màlaga)
- Cora de Saduna o Sidonia (amb capital primer a Medina-Sidonia i després en la desapareguda ciutat de Qalsana; incloïa entre altres els llocs de Arcos de la Frontera, Cadis, Conil de la Frontera, Jerez de la Frontera i Rota)
- Cora de Còrdova
- Cora de Medina Gagha (al terme municipal de Priego de Córdoba)
- Cora de Carmona
- Cora de Cabra (que incloïa Almodóvar del Río)
- Cora de Firrix
- Cora de Fahs al-Bal·lut
- Cora d'Elvira
- Cora de Todmir
- Cora de Santaver
- Cora de Conca[2]